# Dr (digramme)
Cette page contient des caractères spéciaux ou non latins. S’ils s’affichent mal (▯, ?, etc.), consultez la page d’aide Unicode.
Pour les articles homonymes, voir DR.
Dr (minuscule r) est un digramme de l'alphabet latin composé d'un D et d'un R.

## Linguistique
- En malgache, le digramme "dr" représente le phonème [ɖʐ].

## Représentation informatique
Comme la plupart des digrammes, il n'existe aucun encodage du Dr sous la forme d'un seul signe. Il est toujours réalisé en accolant les lettres D et R.